# Bathyclarias
Bathyclarias – rodzaj słodkowodnych ryb sumokształtnych z rodziny długowąsowatych (Clariidae).

## Zasięg występowania
Gatunki endemiczne jeziora Niasa (Malawi) w Afryce.

## Klasyfikacja
Gatunki zaliczane do tego rodzaju:
- Bathyclarias euryodon
- Bathyclarias ilesi
- Bathyclarias longibarbis
- Bathyclarias rotundifrons
- Bathyclarias worthingtoni

Niektórzy autorzy zaliczają do tego rodzaju również klasyfikowane w rodzaju Dinotopterus gatunki z jeziora Malawi.
Gatunkiem typowym jest Clarias longibarbis (B. longibarbis).